# النشأة المعتمدة

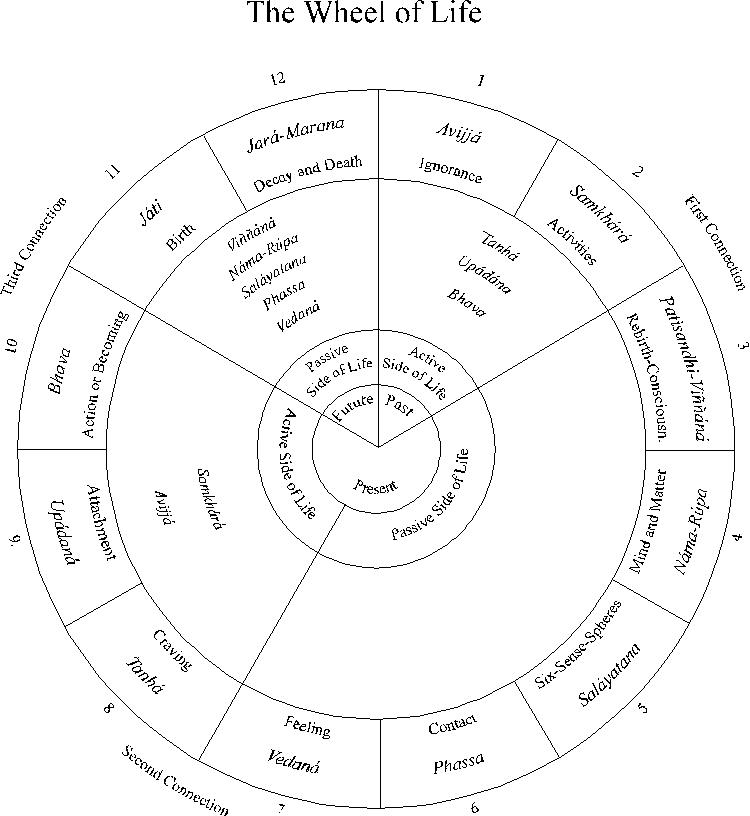
عجلة الحياة كما قدمها القس ريروكاني تشانداويمالا ثيرو، نشأت في بوكونويتا، سريلانكا.

مذهب براتيتياساموتبادا  والذي يترجم على أنه "النشأة المعتمدة" ، هو مذهب أساسي في الفلسفة البوذية. هذا المذهب مشترك بين جميع المدارس البوذية، وهو ينص على أن الظواهر تنشأ معا في شبكة مترابطة من الأسباب والنتائج.

## اقرأ أيضاً
- أبهيدارما